# Фремонвиль
Фремонви́ль (фр. Frémonville) — коммуна во французском департаменте Мёрт и Мозель региона Лотарингия. Относится к  кантону Бламон.	

## География
Фремонвиль расположен в 55 км к востоку от Нанси. Соседние коммуны: Танконвиль на востоке, Сире-сюр-Везуз на юго-востоке, Арбуе на юге, Барба на юго-западе, Бламон на западе, Гонье на северо-западе.

## История
- На территории коммуны имеются останки галло-романской культуры.
- В XVII веке в результате поголовных эпидемий, разоривших Лотарингию, Фремонвиль практически лишился жителей так же, как и соседние Репе, Отрепьер, Блемре и Барба.

## Демография
Население коммуны на 2010 год составляло 196 человек.
| 1962 | 1968 | 1975 | 1982 | 1990 | 1999 | 2010 |
| ---- | ---- | ---- | ---- | ---- | ---- | ---- |
| 268  | 264  | 207  | 189  | 192  | 187  | 196  |

## Достопримечательности
- Церковь XIX века.